# الحوطة (الريدة)

'

تعديل مصدري - تعديل

الحوطة هي إحدى قرى عزلة الريدة وقصيعر بمديرية الريدة وقصيعر التابعة لمحافظة حضرموت، بلغ تعداد سكانها 394 نسمة حسب تعداد اليمن لعام 2004.